# William Howard, 1:e viscount Stafford
William Howard, 1:e viscount Stafford, född den 30 november 1614, död den 18 december 1680, var ett engelskt politiskt offer, son till Thomas Howard, 21:e earl av Arundel, bror till Henry Howard, 22:e earl av Arundel. 
Stafford anklagades 1680 jämte några andra romersk-katolska lorder av äventyraren Titus Oates för delaktighet i en sammansvärjning (The Popish Plot) mot Karl II:s liv och den protestantiska religionen, försvarade sig med kraft mot de ogrundade anklagelserna, men dömdes till döden och halshöggs samma år. Domen upphävdes formligen genom ett parlamentsbeslut 1824. År 1929 blev Stafford saligförklarad av påven Pius XI som romersk-katolsk martyr.